# Floris I van Haamstede
Floris I van Haamstede (c.1301 - Slag bij Warns, 27 september 1345) was heer van Haamstede en diverse ambachten op Schouwen-Duiveland, door huwelijk heer van Bergen en baljuw van Zierikzee (1341-45).

## Levensloop
Hij was een zoon van Witte van Haemstede, heer van Haamstede, en Agnes van der Sluis. Hij wordt in 1326 vermeld als getuige over een landgeschil tussen Brabant en Holland. Hierin wordt hij door Willem III van Holland vermeld als neef. In 1327 wordt hij tot 'ridder' geslagen door Willem III. In de jaren erna worden de erfenissen van vader Witte onder alle broers verdeeld, daarbij komt in 1335 nog toegewezen landerijen bij van Klaas van Kortgene in Noord-Beveland, die ook onder de broers verdeeld worden. 
Floris houdt zich in 1338 op aan het hof van graaf Willem IV van Holland en heeft daar de functie van raadsheer en zegelaar. Dit doet hij tot 1341. Daarna krijgt hij vanwege zijn verdiensten aan het hof de 'Schachtekijnsepolder' in Zuid-Beveland en ook het baljuwschap van Zierikzee toegewezen. Van Schatekijnsepolder mocht zijn vrouw, na de dood van haar man het levenslange "vruchtgebruik" houden. Op 10 november 1344 was hij aanwezig in Tiel als getuigen bij het huwelijksverdrag van Reinoud III van Gelre en Isabella van Henegouwen.
In de zomer van 1345 nam hij deel aan het beleg van Utrecht onder aanvoering van Willem IV van Holland en daarna in de krijgstocht tegen de Friezen, waar Floris net als zijn veldheer Willem IV sneuvelt in de Slag bij Warns in september 1345.
De erfenis werd verdeeld onder de zonen van Floris en is het goed mogelijk dat meerdere broers zich voor de heer van Haamstede uitmaakte.

## Huwelijk en kinderen
Floris huwde rond 1320 met Goede van Bergen (soms ook Gudule genoemd). Samen kregen ze de volgende kinderen:
- Jan II van Haamstede (1320-1386)
- Floris II van Haamstede (1325-1351)
- Hugo van Haamstede
- Aarnoud van Haamstede
- Guido van Haamstede (13??-1375)